# 斑翅鹩鹛
斑翅鹩鹛（学名：Spelaeornis troglodytoides）为鶲科鹩鹛属的鸟类。分布于不丹、缅甸以及中国大陆的自西藏、东抵云南、四川以至甘肃、陕西等南部等地，多生活于高山深沟的茂密树林及矮灌间。该物种的模式产地在四川宝兴。

## 亚种
- 斑翅鹩鹛秦岭亚种（学名：Spelaeornis troglodytoides halsueti），是中国的特有物种。分布于甘肃、陕西、四川等地。该物种的模式产地在陕西秦岭。[2]
- 斑翅鹩鹛南川亚种（学名：Spelaeornis troglodytoides nanchuanensis）。[3]
- 斑翅鹩鹛滇东亚种（学名：Spelaeornis troglodytoides rocki），俗名斑翅鹩鹛澜沧亚种，是中国的特有物种。分布于云南等地。该物种的模式产地在云南澜沧江流域山脉。[4]
- 斑翅鹩鹛滇西亚种（学名：Spelaeornis troglodytoides souliei）。在中国大陆，分布于西藏、云南等地。该物种的模式产地在云南西北部地区茨姑,旧称增口。[5]
- 斑翅鹩鹛指名亚种（学名：Spelaeornis troglodytoides troglodytoides），是中国的特有物种。分布于四川等地。该物种的模式产地在四川宝兴。[6]